# Panonychus ulmi
Il ragnetto rosso dei fruttiferi e della vite (Panonychus ulmi Koch, 1836) è un fitofago polifago delle piante da frutto e della vite dove vive sulle pagine inferiore e superiore delle foglie e sui germogli.

## Descrizione
Le femmine appaiono di piccole dimensioni, 0,5 mm di lunghezza circa; sono di colore rosso mattone con tubercoli biancastri sul dorso, i quali corrispondono al punto d'inserzione delle setole dorsali. I tubercoli sono organi che consentono l'identificazione di questi ragnetti da altri a loro simili, quali il Tetranychus urticae. I maschi sono più piccoli delle femmine e di colore più chiaro; i giovani ragnetti appaiono, invece, di colore giallo-arancio. Le uova invernali si possono ben identificare per il loro colore rosso vivo, mentre quelle primaverili-estive sono giallo-arancio come le larve (o neanidi).

## Danni
Il danno che provoca questo ragnetto mediante delle punture, è molto caratteristico sui germogli ma soprattutto sulle foglie, che perdono facilmente lucentezza della pagina superiore, si decolorano ed assumono una colorazione bronzea; in seguito si staccano dalla pianta e disseccano. Sotto un attento esame, sempre in presenza della malattia causata dal Ragnetto, la lamina fogliare porta, inoltre, delle necrosi e decolorazioni punteggiate e, poi ancora, sono visibili molte forme mobili ed i loro residui metabolici (escrementi ed esuvie), sotto forma di polverina "bianco-grigiastra", soprattutto sulla pagina inferiore. Infine si possono notare delle piccole e lasse trame sericee, biancastre, sparse sulle due pagine fogliari a conferma della colonizzazione da parte dell'acaro. Sulle produzioni il danno è la conseguenza diretta delle gravi filloptosi che si verificano in corrispondenza dell'acaro. Il Panonychus sverna come uovo sugli organi legnosi e compie 7-8 generazioni all'anno.

## Lotta
La lotta contro il Panonychus ulmi si effettua facendo prima alcune considerazioni basilari, che valgono anche per gli altri acari:
1) il ragnetto è divenuto un problema molto serio, in particolare quando si è cominciato a combatterlo;
2) prima di effettuare i relativi trattamenti è indispensabile valutare la consistenza della biocenosi, in particolare:
- si deve verificare la presenza dei suoi efficacissimi controllori naturali, tra cui: il coccinellide Stethorus punctillum, gli Antocoridi del genere Orius, gli Acari predatori Amblysesius andersonii e Kampimodromus aberrans;
- si deve verificare la presenza del ragnetto rosso e rapportare la sua popolazione con i predatori, per determinare le soglie d'intervento.
Sui fruttiferi la soglia d'intervento è pari a circa il 50-90% di foglie infestate dalle forme mobili dell'acaro; si deve comunque considerare che non bisogna intervenire in presenza di un congruo rapporto acari fitofagi/nemici naturali. Tra questi riveste particolare molta importanza lo Stethorus punctillum, che può bastarne uno ogni 2-3 foglie, per sconsigliare l'intervento. Per alcune varietà di pero sensibili al Brusone, indotto anche dalla presenza di acari, la soglia corrisponde alla prima infestazione.
Sulla vite la soglia da considerare è:
- pari a circa il 60-70% di foglie infestate, in primavera;
- pari a circa il 30-45% di foglie infestate, in estate.
I prodotti chimici da utilizzare, per interventi specifici, in caso di superamento della soglia d'intervento sono:
- per la vite: Fenazaquin, Clofentezine, Tebufenpirad, Fenpyroximate, Pyridaben, Dicofol, Fenbutatin-oxide (neanicida ed adulticida), Exitazox;
- per il melo: Fenpyroximate, Tebufenpirad, Pyridaben, Azocyclotin, eventualmente miscelati con Exitazox (attivo anche su uova e citotropico) o con Clofentezine (ovicida), per la contemporanea presenza di diversi stadi di sviluppo;
- per il pero: si consiglia Exitazox, Tubufenpirad, Fenazaquin, Fenbutatin-oxide, Fenpyroximate, Pyridaben, Clofentezine;
- per le Drupacee: Dicofol, Fenpyroximate, Pyridaben, Exitazox, Tebufenpirad, Fenazaquin, Clofentezine.
Viene anche consigliato l'uso di Bromopropilato, registrato sulla vite, Pomacee e pesco, attivo su uova e forme mobili.
Su pero, melo, vite ed agrumi è impiegabile l'insetticida-acaricida Flufenoxuron, chitino-inibitore translaminare attivo su uova e stadi giovanili. Per qualunque caso, al fine di impedire gravi problemi dovuti alla presenza dei ragnetti, è opportuno eseguire una lotta adeguata contro gli altri fitofagi evitando l'utilizzo di insetticidi ad ampio spettro d'azione, es. Piretroidi che "sterilizzano la biocenosi" uccidendo i coccinellidi ed altri importanti controllori degli acari, quali Crisopidi, Rincoti predatori, Cecidomidi ed altri. Infine è opportuno ricordare che si deve ricorrere agli interventi acaricidi solo in caso di superamento dell'infestazione, utilizzando prodotti selettivi (es. Clofentezine) che salvaguardino l'entomofauna utile come gli acari Fitoseidi e gli Stigmeidi, ottimi ausiliari contro i ragnetti fitofagi.